# Rheingrafenhose

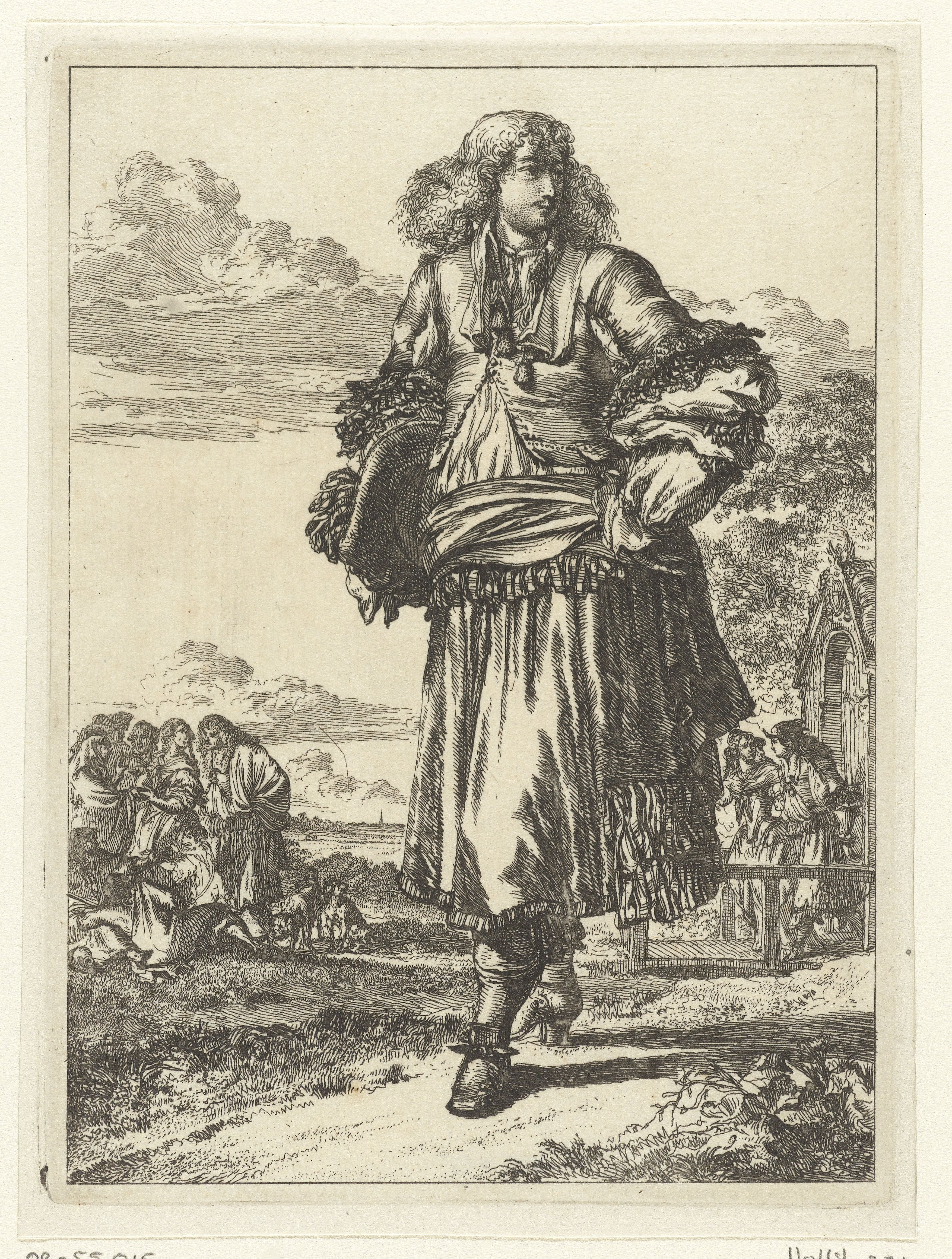
Figures à la Mode: Mann in Rheingrafenkostüm, um 1680

Die Rheingrafenhose (frz. Rhingrave, engl. Petticoat breeches) war eine Art Hosenrock für Männer, der in der Mitte des 17. Jahrhunderts zwischen etwa 1650 und 1670 zur Kleidung des europäischen Adels und teilweise auch des Bürgertums gehörte.
Die Hose bestand aus einem faltenreichen, etwa knielangen ‚Rock‘, darunter sah eine bauschige Pumphose hervor, die an den Knien mit Bändern geschnürt war. Dazu gehörten obligatorisch üppige Verzierungen mit bunten, seidenen Bändern und Schleifen, die an den Knien, am Bauch und um die Taille saßen. Die untere Hose konnte am Knie auch mit Spitzen besetzt sein, genau wie die Manschetten des Hemdes und der Kragen.
Dazu trug man ein kurzes, manchmal vorne offenes Wams, unter dem das bauschige, weiße, spitzenbesetzte Hemd hervorsah, und außerdem Seidenstrümpfe und Schuhe mit hohem Absatz. Auch an Ärmeln, Schultern und Schuhen befanden sich Bänder und Schleifen – alle in der gleichen Farbe, mit Vorliebe in Rot. Über die Schultern lag manchmal ein weiter, ärmelloser Mantel (oder Umhang).
Die neue Hosenmode soll um 1660 der niederländische Gesandte Karl Florentin zu Salm, der den Adelstitel eines Rheingrafen trug, in Paris eingeführt haben. Der französische Hof griff die neue Mode schnell auf, und da der gesamte europäische Adel sich modisch am Hof Ludwigs XIV. orientierte, wurde die Rheingrafenhose bald auch in England, Deutschland und Holland getragen.
Die Hosen waren meist aus feinem Leinen oder aus Seide. Diese bunte und paradiesvogelhafte Aufmachung wird besonders in der modernen Zeit (19. bis 21. Jahrhundert) oft als feminin empfunden, wobei es jedoch auch nicht an zeitgenössischen Kritikern und Spöttern fehlte.

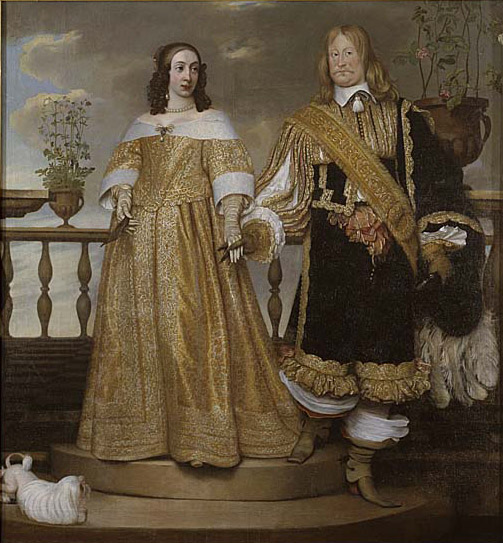
Hendrik Münnichhoven: Magnus Gabriel de la Gardie mit Maria Eufrosyne von Pfalz-Zweibrücken, 1653
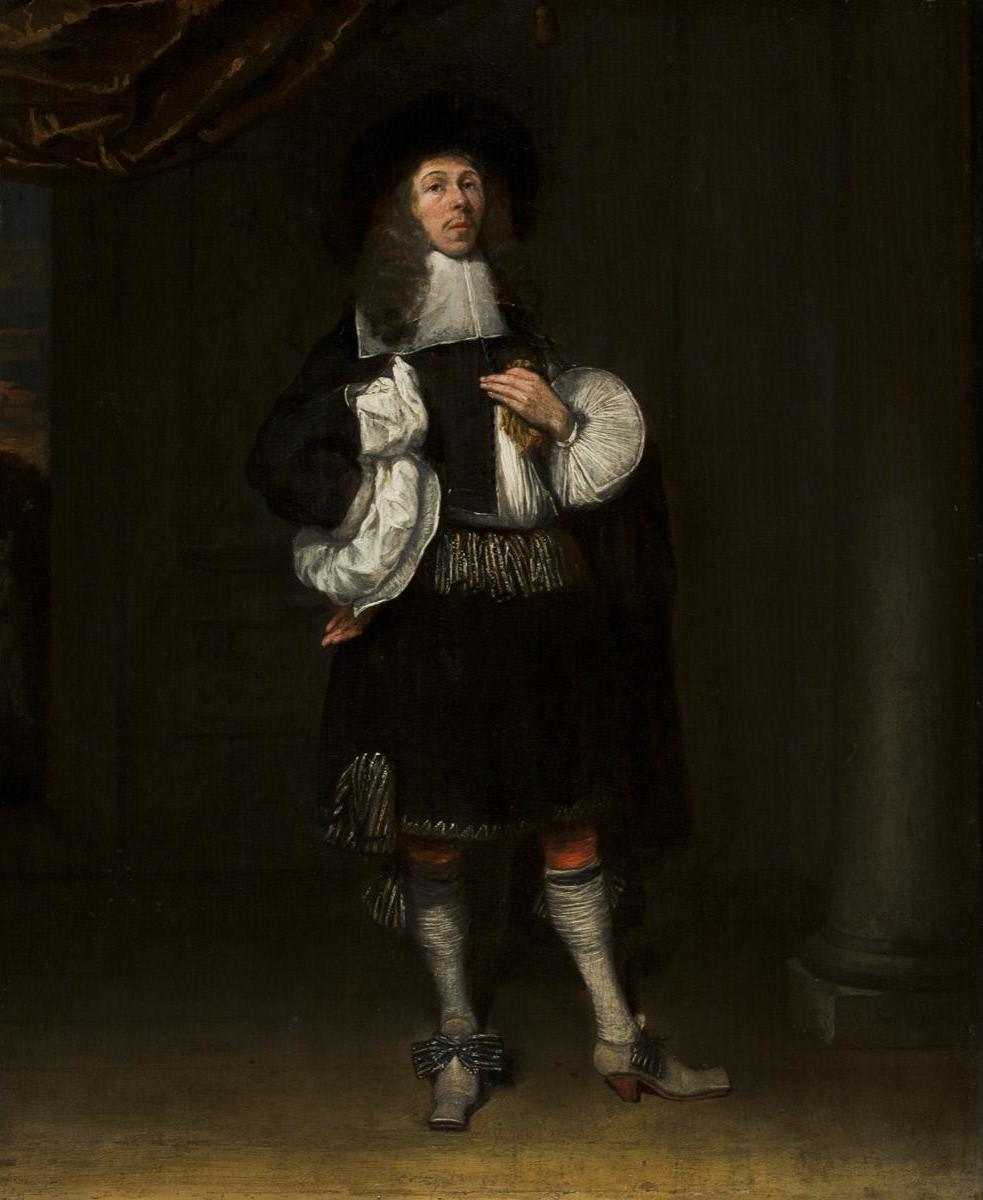
Caspar Netscher: Ein Mann in Rheingrafenmode, 1659
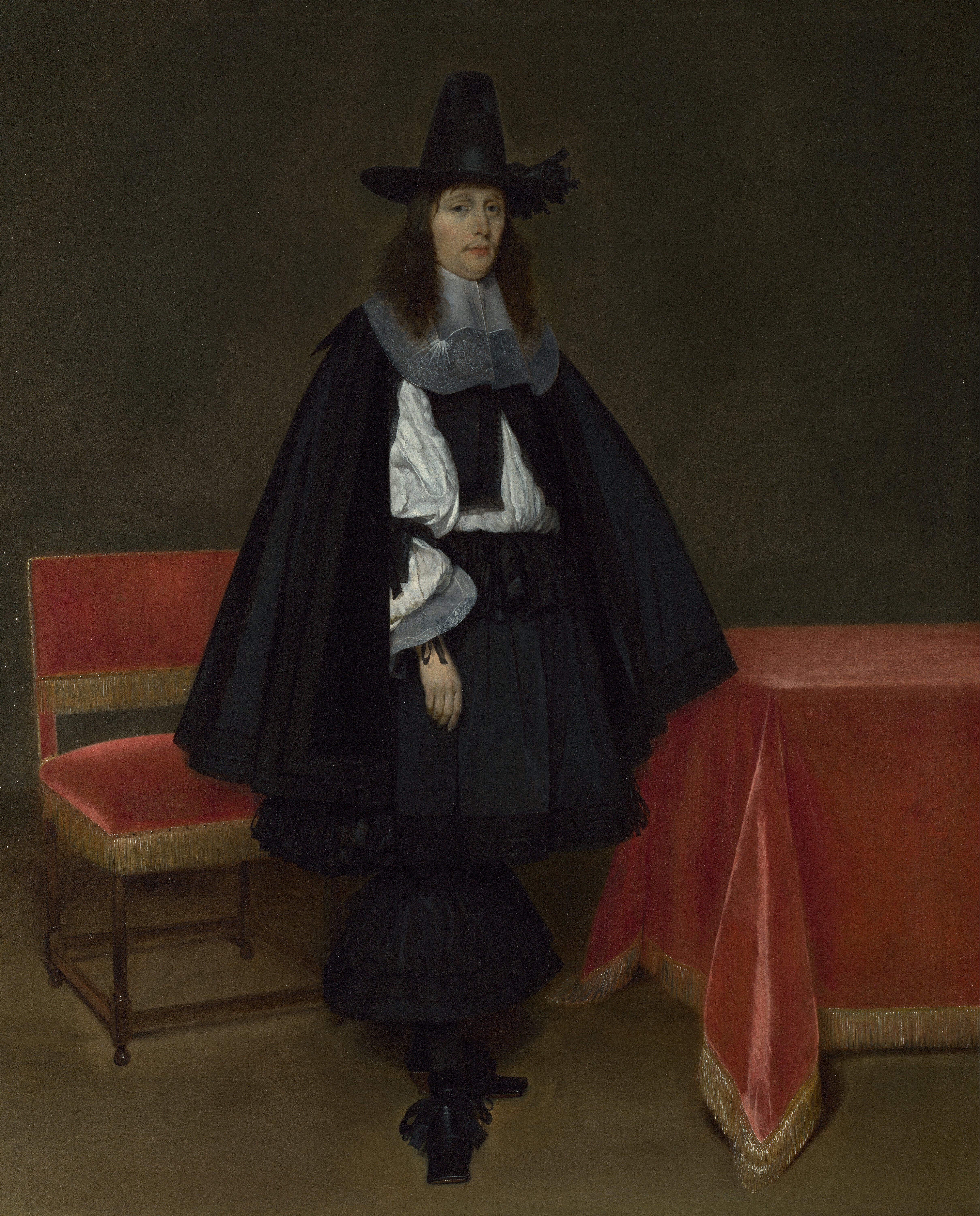
Gerard Terborch: Mann in Rheingrafentracht, etwa 1660
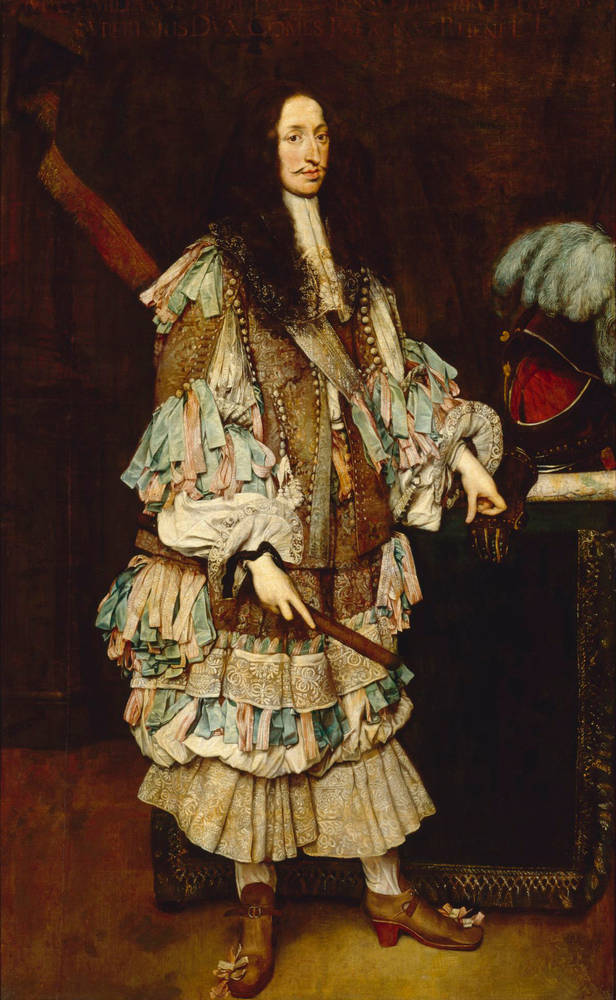
Sebastiano Bombelli: Maximilian Philipp Hieronymus von Bayern-Leuchtenberg, 1666

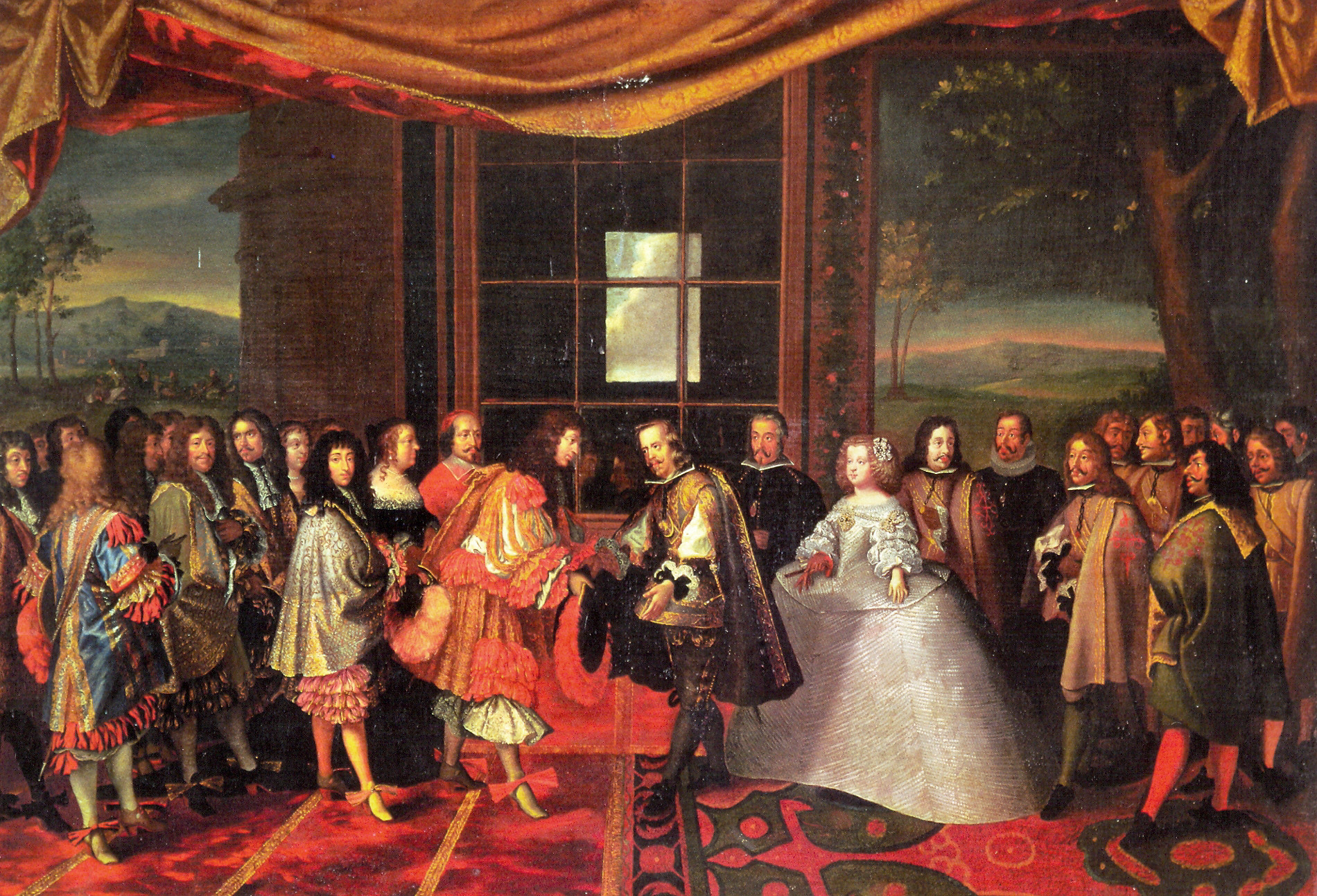
Jacques Laumosnier: Der Pyrenäenfrieden. Treffen von Ludwig XIV. mit Philipp IV. von Spanien und dessen Tochter Maria Teresa auf der Fasaneninsel, 1659. Ludwig XIV. und die französischen Herren auf der linken Seite tragen alle Rheingrafenhosen. Rechts die Spanier tragen immer noch die relativ steife, düstere spanische Hoftracht, die man zu dieser Zeit schon seit über 50 Jahren trug und die aus französischer Sicht hoffnungslos altmodisch, verstaubt und unelegant war.